# La Roda CF
Der La Roda Club de Fútbol ist ein spanischer Fußballverein aus La Roda in der autonomen Gemeinschaft Kastilien-La Mancha. Der Verein wurde 1959 gegründet und trägt seine Heimspiele im Estadio Municipal de Deportes aus, welches Platz für 3.000 Zuschauer bietet.

## Geschichte
Der Verein wurde 1959 gegründet und spielte lange Zeit in den Regionalligen von Kastilien-La Mancha. Zur Saison 2001/02 gelang der Aufstieg in die Tercera División, wo man seitdem verbleiben konnte. In der Saison 2009/10 konnte man seine Gruppe als Meister abschließen, verpasste aber den Aufstieg in den Playoffs. Allerdings konnte sich der La Roda CF damit für die Copa del Rey 2010/11 qualifizieren. Am Ende der Saison 2010/11 gelang schließlich auch der Aufstieg in die Segunda División B. In der Saison 2016/17 stieg La Roda als Letztplatzierter in die Tercera División ab.